# Luca Gotti
Luca Gotti (né le 13 septembre 1967) est un entraîneur de football italien et ancien joueur devenu entraîneur.

## Carrière

### Carrière du club
Né à Adria, Province de Rovigo, Gotti joue comme milieu de terrain pour des clubs amateurs tels que Contarina, S.S.D. Calcio San Donà et Caerano dans les divisions inférieures italiennes. Il obtient deux promotions au cours de sa carrière, avec Contarina en Eccellenza après avoir remporté l'édition 1989-90 de la Promozione, et avec San Donà en Serie C lors de la saison 1993-94 du Campionato Nazionale Dilettanti.

### Carrière d'entraîneur
Gotti commence sa carrière managériale en 1998, au sein des équipes de jeunes de l'AC Milan. En 1999, il assume son premier rôle d'entraîneur-chef, à la tête des amateurs de Montebelluna. Gotti sert ensuite deux autres clubs amateurs, Pievigina et Bassano Virtus en Serie D, avant de rejoindre Reggina en tant qu'entraîneur des jeunes en 2004 et d'y rester jusqu'en 2006. Du 9 août 2006 au 21 juillet 2008, il officie comme entraîneur-chef de l'équipe nationale italienne des moins de 17 ans.
Gotti devient ensuite entraîneur-chef du club de Serie B de Trévise, du 21 juillet 2008 au 24 février 2009, et à nouveau du 19 mars au 25 juin 2009. Il ne peut éviter la relégation du club à la fin de la saison. Gotti est ensuite entraîneur-chef de l'Unione Sportiva Triestina pendant une courte période. Cependant, en raison de mauvais résultats, Gotti est licencié le 6 octobre 2009. En décembre 2010, Gotti est nommé assistant de Roberto Donadoni dans l'équipe de Serie A de Cagliari, puis suit le manager lors de ses séjours à Parme Calcio et à Bologna Football Club. Il devient ensuite l'assistant de Maurizio Sarri à Chelsea lors de la saison 2018-2019.
Après le départ de Sarri pour la Juventus, Gotti accepte une offre de l'Udinese Calcio pour devenir l'entraîneur adjoint d'Igor Tudor en juillet 2019. Lorsque Tudor se voit démis de ses fonctions de direction, Gotti est nommé entraîneur par intérim de l'Udinese le 1er novembre 2019[réf. souhaitée]. Il remporte son premier match en tant que manager de Serie A deux jours plus tard, avec une victoire 3-1 sur le Genoa. Il déclare toutefois plus tard explicitement son manque d'intérêt à prendre la relève en tant que manager permanent. Cependant, il termine la saison en tant qu'entraîneur-chef de l'Udinese, obtenant une sécurité confortable et étant successivement confirmé pour la campagne 2020-21 de Serie A. Le 11 juin 2021, l'Udinese annonce qu'il prolonge son contrat pour la saison à venir (2021-2022), jusqu'en juin 2022. Le 7 décembre 2021, l'Udinese limoge Gotti de son poste de manager après une série de mauvais résultats.
- 2001-2004 :  Bassano Virtus 55
- 2008-fév. 2009 :  Trévise FBC 1993
- mars 2009-2009 :  Trévise FBC 1993
- 2009-oct. 2009 :  US Triestina
- nov. 2019-déc. 2021 :  Udinese Calcio
- 2022-fév. 2023 :  Spezia Calcio
- mars 2024-nov. 2024 :  US Lecce